# Cucut maragda pitblanc
El cucut maragda pitblanc (Chrysococcyx caprius) és una espècie d'ocell de la família dels cucúlids (Cuculidae) que habita boscos, sabanes i pobles de la major part de l'Àfrica Subsahariana.